# Tętno (film)
Tętno – polski dramat biograficzny z 1985 roku w reżyserii Gerarda Zalewskiego. Scenariusz filmu oparty został na Opowieści dla przyjaciela Haliny Poświatowskiej – historii jej miłości i małżeństwa z Adolfem Poświatowskim. 

## Fabuła
Dwoje młodych ludzi spotyka się w uzdrowisku w Nałęczowie. Obydwoje ciężko chorują na serce i zdają sobie sprawę z "kruchości" ich życia. Po mimo to, obdarzając się wzajemnym uczuciem, decydują się zawrzeć związek małżeński. Wkrótce on umiera.  

## Obsada
- Ewa Jendrzejewska – ona
- Krzysztof Globisz – on
- Teresa Budzisz-Krzyżanowska – Anna, współlokatorka w sanatorium
- Andrzej Krukowski – Franek
- Magda Teresa Wójcik – matka Haliny
- Henryk Machalica – ojciec Haliny
- Eugenia Herman – bibliotekarka
- Teresa Mikołajczuk – lekarka
- Maria Pabisz-Korzeniowska – pacjentka w szpitalu
- Barbara Paleczny – pacjentka w szpitalu
- Agnieszka Paszkowska – pielęgniarka
- Anna Wróblówna – Irena
- Małgorzata Sternikówna – Małgosia
- Jerzy Block – współlokator
- Zygmunt Hübner – lekarz
- Andrzej Szalawski – profesor
- Henryk Talar – Tomek
- Wojciech Wysocki – lekarz
- Marek Bargiełowski – lekarz w sanatorium
- Mariusz Gorczyński – listonosz
- Ewa Serwa – kobieta w pociągu

i inni.

## Produkcja
Zdjęcia plenerowe kręcono w Nałęczowie, Lublinie, Kazimierzu nad Wisłą, Krakowie i Jastrzębiu-Zdroju oraz na stacji PKP w Tarczynie. W poszczególnych scenach bez trudu można rozpoznać charakterystyczne dla tych miejsc obiekty: Zamek Lubelski, Rynek w Kazimierzu, itp..